# 長谷川サダオ
長谷川 サダオ（はせがわ・さだお、1945年 - 1999年11月20日）は、日本の画家、ゲイ・エロティック・アーティスト。東海地方出身。1970年代後半から没するまで、「薔薇族」「さぶ」「アドン」「ムルム」「サムソン」などのゲイ雑誌で活躍。晩年は「SM-Z」にも登場。1999年にバンコクで客死した。

## 出版物
- 『Sadao Hasegawa: Paintings and drawings』 (1990)
- 『Paradise Visions』 (1996)